# Страна

Политическая карта мира

Страна́ — территория, выделяемая по географическому положению, физико-географическим условиям либо государственно-политической принадлежности (суверенные государства, зависимые территории и владения).
Страна может как обладать государственным суверенитетом, так и находиться под суверенитетом другого государства (колонии, подопечные территории).

## Суверенные страны
Слова страна (в политико-географическом её понимании) и государство обозначают близкие по смыслу, но не тождественные понятия, хотя в ряде случаев термин страна используется в качестве полного синонима государства (в таких случаях подразумевается политическая страна как территория государства). Понятие государства охватывает, в первую очередь, структуру господства, установившуюся на определённой территории и беспрерывно возобновляющуюся вследствие совместных действий людей. Напротив, понятие страны имеет более ёмкое культурно-историческое, социально-экономическое содержание, нежели политическое, в связи с чем включает в себя понятия, определяющие особенности местного национального сообщества (менталитет, обычаи, язык и так далее). Как отмечал Д. С. Лихачёв, страна есть единство народа, природы и культуры. В связи с этим, в частности, предметом страноведения являются как территории, очерченные государственными, так и историко-географическими границами, а также предполагается, что понятие страны сохранится и в случае исчезновения в будущем государственных границ.
На практике наиболее яркими примерами расхождений между понятиями страны и государства являются колониальные империи, рассматривавшиеся в качестве суверенных государств, но не в качестве единых стран. Другим показательным примером является представление о разрушении одних государств и строительстве других на полностью или по большей части совпадающих территориях стран, сохраняющих экономическую и историко-культурную преемственность.
В то же время понятие исторической страны не требует и преемственности, хотя возможна частичная преемственность: так, исторические Нидерланды размещены в государствах Нидерланды (соответствующая по территории страна по-русски именуется Голландией), Бельгия, Люксембург и Франция. При этом не только политического, но и культурного единства исторические Нидерланды не составляют, потому что часть этой страны тяготеет к французской культуре, а часть — к немецкой и британской. Пример с Нидерландами показывает то же явление несоответствия границ и в более мелком масштабе: историческая область Люксембург (одна из исторических областей исторических Нидерландов, наравне с Голландией, Зеландией и др.) состоит из западной части, провинции Бельгии, и восточной — суверенного Великого герцогства Люксембург. Расхождения между границами государств и стран, остающиеся традиционно распознаваемыми, хотя и не отражающими существовавшего в прошлом климатического, культурного и этнического единства, могут представлять такие страны как Туркестан (сейчас в шести государствах, территории которых отличаются и климатически, и этнически), Корея (сейчас в двух государствах, в каждом из которых формируются новые социально-политические и культурные ценности), Монголия (сейчас в двух государствах, в каждом из которых формируются новые культурные ценности), Бенгалия (сейчас в двух государствах, в каждом из которых формируются новые религиозно-культурные ценности).
У большинства государств (и соответственно - политических стран) есть два названия: протоколарное название и географическое название.
Протоколарное название (полное название, официальное название), например Республика Индия, Чешская Республика, Швейцарская Конфедерация, Государство Катар, Княжество Монако, Королевство Норвегия, Великое Герцогство Люксембург, Федеративная Демократическая Республика Эфиопия, Соединённое Королевство Великобритании и Северной Ирландии, Соединенные Штаты Америки, Австралийский Союз, Социалистическая Республика Вьетнам, Союз Советских Социалистических Республик. Полная форма (официальное название) используется, если речь идёт о государстве как о юридическом лице (субъект права): например, Настоящее решение адресовано Соединенному Королевству Великобритании и Северной Ирландии. Французская Республика уполномочена…, Соглашение между Арабской Республикой Египет и Российской Федерацией…. Если повторение названия штата в тексте приводит к предпочтению использования краткой формы, его можно ввести с помощью фразы «в дальнейшем именуемой… (географическое название)».
Географическое название (краткое название), например Индия, Чехия, Швейцария, Катар, Монако, Норвегия, Люксембург, Эфиопия, Соединенное Королевство, Соединенные Штаты, Австралия, Вьетнам, Советский Союз. Краткая форма (краткое название) используется, когда государство упоминается географически или экономически: например, Рабочие, проживающие во Франции., Экспорт из Греции….
Для некоторых состояний полная и краткая форма идентичны: например, Демократическая Республика Конго, Объединенные Арабские Эмираты, Центральноафриканская Республика, Босния и Герцеговина, Венгрия, Грузия, Канада, Малайзия, Монголия, Новая Зеландия, Румыния, Сент-Люсия, Сент-Винсент и Гренадины, Соломоновы Острова, Тувалу, Туркменистан, Украина, Черногория, Ямайка, Япония.

## Страны без суверенитета
Крушение колониального мироустройства и построение международных отношений на принципах Организации Объединённых Наций не разрешило до конца проблемы имеющих некоторые признаки государственности несуверенных территорий. Степень самостоятельности не имеющих государственного суверенитета стран колеблется в широких пределах. Однако по большей части они являются частью государства или нескольких государств на правах заморских особо управляемых территорий (например, Британские Виргинские острова, Нидерландские Антильские острова, Американское Самоа и др.) с отличиями в гражданском статусе местного населения.
Многие народы, в настоящее время не имеющие суверенного государства, вели и ведут так называемые освободительные войны, или проявляют действия (часто террористические) других организаций. В настоящее время примером могут служить борющиеся за независимость Курдистан от Турции, Палестина от Израиля, Восточный Туркестан от Китая, а также Тибет, Страна Басков, Восточный Тимор (в последнем случае уже восстановлено государство) и др.
В одних случаях это бывшие государства, в других — страны, не имевшие государственности. Несоответствие границ стран и государств достаточно распространённое явление в Азии. Кроме того принято выделять страны разного масштаба, называя наиболее мелкие территории историческими областями (так, например, Восточный Туркестан, будучи частью Туркестана, сам состоит из двух стран: Кашгарии и Джунгарии). В то же время большое количество примеров стран вне государственных границ можно найти и в Европе: Лапландия (территория распределена между королевствами Норвегия и Швеция, Финляндской республикой и Российской Федерацией), Трансильвания (полностью входит в Румынскую республику), Окситания (часть Французской республики).
Однако в случае с государствами, объединяющими несколько стран, могут использовать нейтральные объединительные названия для синтетически образовываемой политической страны. Например, Бельгией называется политическая страна, объединяющая страну фламандцев и страну валлонов, Великобританией — англичан, шотландцев, валлийцев и ирландцев, Испанией называется политическая страна, в которую входят Кастилия, Андалузия, Каталония и др. страны (используемые языки: галисийский, каталонский и кастильский, — последний в мире традиционно называется испанским), Грузией (на грузинском языке нет точного соответствия этому слову — для грузин их страна называется Сакартвело, то есть Картвелия, — собственно Картли находится с Кахетией в восточной части территории) называют политическую страну, в которой привычно объединены восточные исторические области и западные исторические области, то есть в культурном и языковом плане допустимо говорить о двух странах — исторической Иверии (восточная часть, то есть Карталинии и Кахетии для грузин) и Колхиде (западная часть, Сванетия, Мингрелия и Имеретия, в которой кроме распространившегося в последнее время литературного собственно картвельского (грузинского) используются мегрельский язык и сванский язык).